# Сан Коно (Вибо Валенција)
Сан Коно је насеље у Италији у округу Вибо Валенција, региону Калабрија.
Према процени из 2011. у насељу је живело 189 становника. Насеље се налази на надморској висини од 337 м.